# Haemobaphes parvus
Haemobaphes parvus is een eenoogkreeftjessoort uit de familie van de Pennellidae. De wetenschappelijke naam van de soort is voor het eerst geldig gepubliceerd in 1917 door Wilson C.B..